# Viking (sagnhelt)
Viking er i nordisk mytologi navnet på barnebarnet af den norske konge Haloge, som ifølge visse overleveringer siges at være Loke. Han voksede hurtigt, og hans styrke rygtedes til Sverige, hvor prinsesse Hunvor blev plaget af en jætte. Viking hentede straks sin fars magiske sværd Angurvadel og dræbte jætten.
Han var ven med kong Njorfe og fik ni sønner heriblandt Thorsten og Thorer. Thorsten blev senere optaget i kong Halfdans hird og fik overdraget Angurvadel. Af Ægir fik han skibet Ellida.
| Nordisk mytologi | Spire Denne artikel om nordisk religion og mytologi er en spire som bør udbygges. Du er velkommen til at hjælpe Wikipedia ved at udvide den. |